# Канадей
Канадей (рос. Канадей) — село в Ніколаєвському районі Ульяновської області Російської Федерації.
Населення становить 2017 осіб. Входить до складу муніципального утворення Канадейське сільське поселення.

## Історія
Від 2004 року входить до складу муніципального утворення Канадейське сільське поселення.

## Населення
| 1767  | 1780  | 1787  | 1859  | 1897  | 1900  | 1913  |
| ----- | ----- | ----- | ----- | ----- | ----- | ----- |
| 2382  | ↘794  | ↗1966 | ↗3167 | ↗4097 | ↗4669 | ↗6610 |
| 1924  | 1927  | 1930  | 1989  | 2002  | 2010  |       |
| ↘3686 | ↗4029 | ↗4613 | ↘2361 | ↘2094 | ↘2017 |       |